# توصيل حراري

التدفق الحراري الخطي

التوصيل الحراري أو انتقال الحرارة بالتوصيل. يُعرّف على أنه الانتقال التلقائي للطاقة الحرارية عبر المادة من منطقة ذات درجة حرارة مرتفعة إلى منطقة أخرى ذات درجة حرارة أقل من سابقتها سعياً وراء الوصول إلى تجانس حراري.
غالباً ما نصادف في جملة ما أكثر من نوع لانتقال الحرارة.
في انتقال الحرارة، يكون التوصيل (أو توصيل الحرارة) هو عملية انتقال الطاقة الحرارية من خلال انتشار وتصادم مجهري للجسيمات أو أشباه الجسيمات داخل الجسم نتيجة التدرج الحراري. وتضم الجسيمات التي تنتشر وتتصادم مجهريًا الجزيئات والإلكترونات والذرات والفوتونات. وتقوم بنقل الطاقة الكامنة والحركية غير المنظمة مجهريًا، اللتين تعرفان معًا باسم الطاقة الداخلية. ويحدث التوصيل في جميع أشكال المادة ذات الوزن، مثل المواد الصلبة والسائلة والغازات والبلازما.
تتدفق الحرارة تلقائيًا عند التوصيل، وكذلك عند الإشعاع الحراري، من جسم درجة حرارته أعلى إلى جسم درجة حرارته أقل. وفي ظل غياب المحفزات الخارجية، يتلاشى الفرق في درجات الحرارة بمرور الوقت ويقترب الجسمان من حالة التوازن الحراري.
عند التوصيل، تتدفق الحرارة من داخل الجسم وعبر الجسم نفسه. وبالعكس، عند انتقال الحرارة بـ الإشعاع الحراري، يكون الانتقال عادة بين جسمين. ويحتمل أيضًا أن تنتقل الحرارة بالجمع بين التوصيل والإشعاع الحراري. وفي انتقال الحرارة بالحمل، تُحمل الطاقة الداخلية بين الأجسام من خلال حامل مادي. ففي المواد الصلبة، يتم التوصيل عن طريق الجمع بين ترددات واصطدامات الجزيئات وعن طريق انتشار وتصادمات الفونونات وعن طريق انتشار وتصادمات الإلكترونات الحرة. أما في الغازات والسوائل، يحد التوصيل نتيجة تصادمات وانتشار الجزيئات أثناء حركتها العشوائية. فالفوتونات في هذا السياق لا تصطدم مع بعضها البعض، ومن ثم يكون انتقال الحرارة بالإشعاع الكهرومغناطيسي بعيدًا من الناحية المفاهيمية عن توصيل الحرارة بالانتشار والاصطدام المجهري للجسيمات المادية والفونونات. أما في المادة المكثفة، مثل المواد الصلبة أو السوائل، فإن الفارق بين التوصيل الحراري وانتقال الحرارة بالإشعاع يكون واضحًا في المفهوم الفيزيائي، ولكنه غير واضح في الغالب من ناحية الظواهر، ما لم تكن المادة شبه شفافة. أما مع الغازات فإن الفارق يكون واضحًا من الناحية المفاهيمية ومن ناحية الظواهر.
يضم انتقال الحرارة في العلوم الهندسية عمليتي الإشعاع الحراري والحمل وفي بعض الأحيان انتقال الكتلة. ودائمًا ما تحدث أكثر من عملية من هذه العمليات في حالة معينة. فالرمز التقليدي لخاصية المادة الناقلية الحرارية هو {\displaystyle k}.

## نظرة عامة
من الناحية المجهرية، يعتبر التوصيل الذي يحدث داخل الجسم توصيلاً ثابت؛ وهذا يعني أن الطاقة الحركية والطاقة الكامنة لمعظم حركة الجسم يتم اعتبارهما بصورة مستقلة. الطاقة الداخلية تنتشر عندما تتفاعل الذرات والجزيئات التي تتحرك وتتذبذب سريعًا مع الجسيمات المجاورة، لتنقل جزءًا من طاقتها الحركية والكامنة المجهرية، ويتم تعريف تلك الكميات بالنسبة إلى معظم الجسم الذي يعد ثابتًا. وتنتقل الحرارة بالحمل الحراري عندما تتصادم الذرات والجزيئات المتجاورة، أو عندما تتحرك عدة إلكترونات إلى الخلف وإلى الأمام من ذرة إلى ذرة بوتيرة غير منتظمة بحيث لا تكون تيارًا كهربائيًا يرى بالعين المجردة، أو عندما تتصادم الفونونات وتتناثر. ويعد التوصيل الحراري من أهم الطرق لانتقال الحرارة داخل الأجسام الصلبة أو فيما بينهما عند التلامس الحراري. ويكون التوصيل أكبر في الأجسام الصلبة نتيجة لوجود شبكة من العلاقات المكانية الثابتة المغلقة نسبيًا بين الذرات والتي تساعد في نقل الطاقة بين تلك الذرات من خلال الذبذبات.
السوائل (وبصورة خاصة الغارزات) أقل قدرة على التوصيل. ويرجع ذلك إلى وجود مسافات كبيرة بين الذرات في الغازات: التصادمات الأقل بين الذرات تعني توصيل أقل. وتزيد قدرة الغازات على التوصيل بالحرارة. فتزيد القدرة على التوصيل بزيادة الضغط من العدم إلى النقطة الحرجة حيث تبلغ كثافة الغاز إلى حد توقع اصطدام جزيئات الغاز مع بعضها البعض قبل أن تقوم بنقل الحرارة من سطح إلى آخر. وتزيد القدرة على التوصيل بعد هذه النقطة بنسبة بسيطة فقط مع زيادة الضغط والكثافة.

## قانون فورييه
ينص قانون فورييه على أن معدل التدفق الحراري مع الزمن عبر سطح مادة ما A يتناسب مع التدرج الحراري ومع مساحة السطح القائم الذي يعبره
{\displaystyle {\frac {\partial Q}{\partial t}}=-k\oint _{S}{{\overrightarrow {\nabla }}T\cdot \,{\overrightarrow {dS}}}}
حيث:
{\displaystyle {\frac {\partial Q}{\partial t}}} كمية الحرارة المنتقلة في واحدة الزمن [W] or [جول·s-1],
{\displaystyle S} السطح الذي يعبره الدفق الحراري [m2],